# Natação artística no Campeonato Mundial de Esportes Aquáticos de 2024 - Rotina técnica dueto

A prova da rotina técnica dueto da natação artística no Campeonato Mundial de Esportes Aquáticos de 2024 foi realizada nos dias 2 e 5 de fevereiro de 2024 em Doha, no Catar.

## Cronograma
Todos os horários estão na hora local (UTC+3).
| Data           | Hora  | Evento       |
| -------------- | ----- | ------------ |
| 2 de fevereiro | 14:00 | Eliminatória |
| 5 de fevereiro | 14:00 | Final        |

## Formato da competição
A competição consiste em duas rodadas: preliminar e final. As 12 melhores duplas classificam-se a final.

## Medalhistas
| Ouro                             | Prata                                          | Bronze                              |
| China · Wang Liuyi · Wang Qianyi | Grã-Bretanha · Kate Shortman · Isabelle Thorpe | Espanha · Alisa Ozhogina · Iris Tió |

## Resultados
| Pos.              | Nadadoras                                  | Nacionalidade | Eliminatória | Eliminatória | Final         | Final         |
| Pos.              | Nadadoras                                  | Nacionalidade | Pontos       | Pos.         | Pontos        | Pos.          |
| ----------------- | ------------------------------------------ | ------------- | ------------ | ------------ | ------------- | ------------- |
| Medalha de ouro   | Wang Liuyi Wang Qianyi                     | China         | 269.8883     | 1            | 266.0484      | 1             |
| Medalha de prata  | Kate Shortman Isabelle Thorpe              | Grã-Bretanha  | 253.6733     | 3            | 259.560       | 2             |
| Medalha de bronze | Alisa Ozhogina Iris Tió                    | Espanha       | 258.7199     | 2            | 258.0333      | 3             |
| 4                 | Bregje de Brouwer Noortje de Brouwer       | Países Baixos | 251.5750     | 7            | 251.8633      | 4             |
| 5                 | Shelly Bobritsky Ariel Nassee              | Israel        | 251.7183     | 5            | 251.2432      | 5             |
| 6                 | Audrey Lamothe Jacqueline Simoneau         | Canadá        | 243.9016     | 8            | 247.1533      | 6             |
| 7                 | Sofia Malkogeorgou Evangelia Platanioti    | Grécia        | 251.7183     | 5            | 245.9084      | 7             |
| 8                 | Maria Gonçalves Cheila Vieira              | Portugal      | 231.5767     | 10           | 236.8117      | 8             |
| 9                 | Linda Cerruti Lucrezia Ruggiero            | Itália        | 252.1400     | 4            | 217.7833      | 9             |
| 10                | Hur Yoon-seo Lee Ri-young                  | Coreia do Sul | 232.7351     | 9            | 204.5667      | 10            |
| 11                | Nuria Diosdado Joana Jiménez               | México        | 223.2233     | 12           | 203.8166      | 11            |
| 12                | Diana Onkes Ziyodakhon Toshkhujaeva        | Uzbequistão   | 223.8500     | 11           | 203.4817      | 12            |
| 13                | Arina Pushkina Yasmin Tuyakova             | Cazaquistão   | 222.3934     | 13           | Não avançaram | Não avançaram |
| 14                | Melisa Ceballos Estefanía Roa              | Colômbia      | 217.3399     | 14           | Não avançaram | Não avançaram |
| 15                | Kyra Hoevertsz Mikayla Morales             | Aruba         | 216.7183     | 15           | Não avançaram | Não avançaram |
| 16                | Karolína Klusková Aneta Mrázková           | Chéquia       | 216.1000     | 16           | Não avançaram | Não avançaram |
| 17                | Soledad García Trinidad García             | Chile         | 214.1434     | 17           | Não avançaram | Não avançaram |
| 18                | Chiara Diky Lea Anna Krajčovičová          | Eslováquia    | 213.9150     | 18           | Não avançaram | Não avançaram |
| 19                | Carolyn Buckle Kiera Gazzard               | Austrália     | 211.1166     | 19           | Não avançaram | Não avançaram |
| 20                | Maryna Aleksiiva Vladyslava Aleksiiva      | Ucrânia       | 210.9650     | 20           | Não avançaram | Não avançaram |
| 21                | Yvette Chong Debbie Soh                    | Singapura     | 206.6867     | 21           | Não avançaram | Não avançaram |
| 22                | Johanna Bleyer Klara Bleyer                | Alemanha      | 204.9199     | 22           | Não avançaram | Não avançaram |
| 23                | Blanka Barbócz Angelika Bastianelli        | Hungria       | 204.3967     | 23           | Não avançaram | Não avançaram |
| 24                | Laura Miccuci Gabriela Regly               | Brasil        | 203.9932     | 24           | Não avançaram | Não avançaram |
| 25                | Hana Hiekal Malak Toson                    | Egito         | 203.7000     | 25           | Não avançaram | Não avançaram |
| 26                | Noemi Büchel Leila Marxer                  | Liechtenstein | 200.9201     | 26           | Não avançaram | Não avançaram |
| 27                | María Ccoyllo Camila Fernández             | Peru          | 200.5100     | 27           | Não avançaram | Não avançaram |
| 28                | Agustina Medina Lucía Ververis             | Uruguai       | 188.6535     | 28           | Não avançaram | Não avançaram |
| 29                | Duru Kanberoğlu Bade Yıldız                | Turquia       | 187.2751     | 29           | Não avançaram | Não avançaram |
| 30                | Cesia Castaneda Grecia Mendoza             | El Salvador   | 187.1016     | 30           | Não avançaram | Não avançaram |
| 31                | Pongpimporn Pongsuwan Supitchaya Songpan   | Tailândia     | 186.9250     | 31           | Não avançaram | Não avançaram |
| 32                | Ao Weng I Chau Cheng Han                   | Macau         | 178.8834     | 32           | Não avançaram | Não avançaram |
| 33                | Ani Kipiani Nita Natobadze                 | Geórgia       | 176.8650     | 33           | Não avançaram | Não avançaram |
| 34                | Andrea Maroto Raquel Zúñiga                | Costa Rica    | 176.7768     | 34           | Não avançaram | Não avançaram |
| 35                | Thea Grima Buttigieg Emily Ruggier         | Malta         | 176.1333     | 35           | Não avançaram | Não avançaram |
| 36                | Nina Brown Eva Morris                      | Nova Zelândia | 175.5834     | 36           | Não avançaram | Não avançaram |
| 37                | Gabriela Alpajón Dayaris Varona            | Cuba          | 172.9066     | 37           | Não avançaram | Não avançaram |
| 38                | Tiziana Bonucci Luisina Caussi             | Argentina     | 169.2433     | 38           | Não avançaram | Não avançaram |
| 39                | Hilda Tri Julyandra Gabrielle Permata Sari | Indonésia     | 158.4967     | 39           | Não avançaram | Não avançaram |
| 40                | Grace Borrebach Kyra van den Berg          | Curaçau       | 137.0949     | 40           | Não avançaram | Não avançaram |
| 41                | Moe Higa Mashiro Yasunaga                  | Japão         | Não começou  | Não começou  | Não começou   | Não começou   |
| 41                | Jennah Hafsi Noah Kroon                    | Marrocos      | Não começou  | Não começou  | Não começou   | Não começou   |
| 41                | Jessica Hayes-Hill Laura Strugnell         | África do Sul | Não começou  | Não começou  | Não começou   | Não começou   |